# DS N°8
DS N°8 - premiera pojazdu odbyła się podczas wystawy RÉVÉLATIONS w Grand Palais w Paryżu, w dniach 21-25 maja 2025 roku.

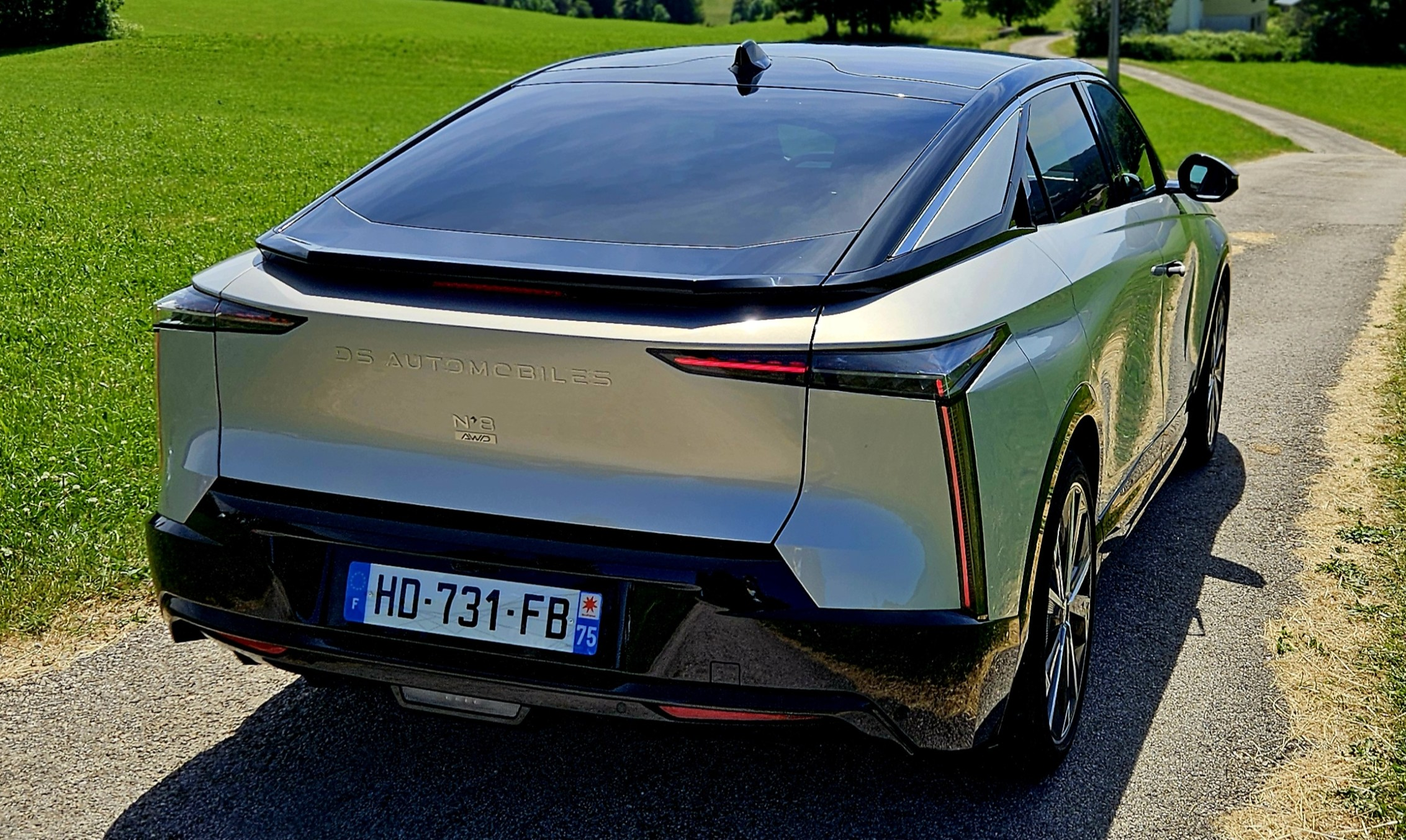
DS N°8 - tył

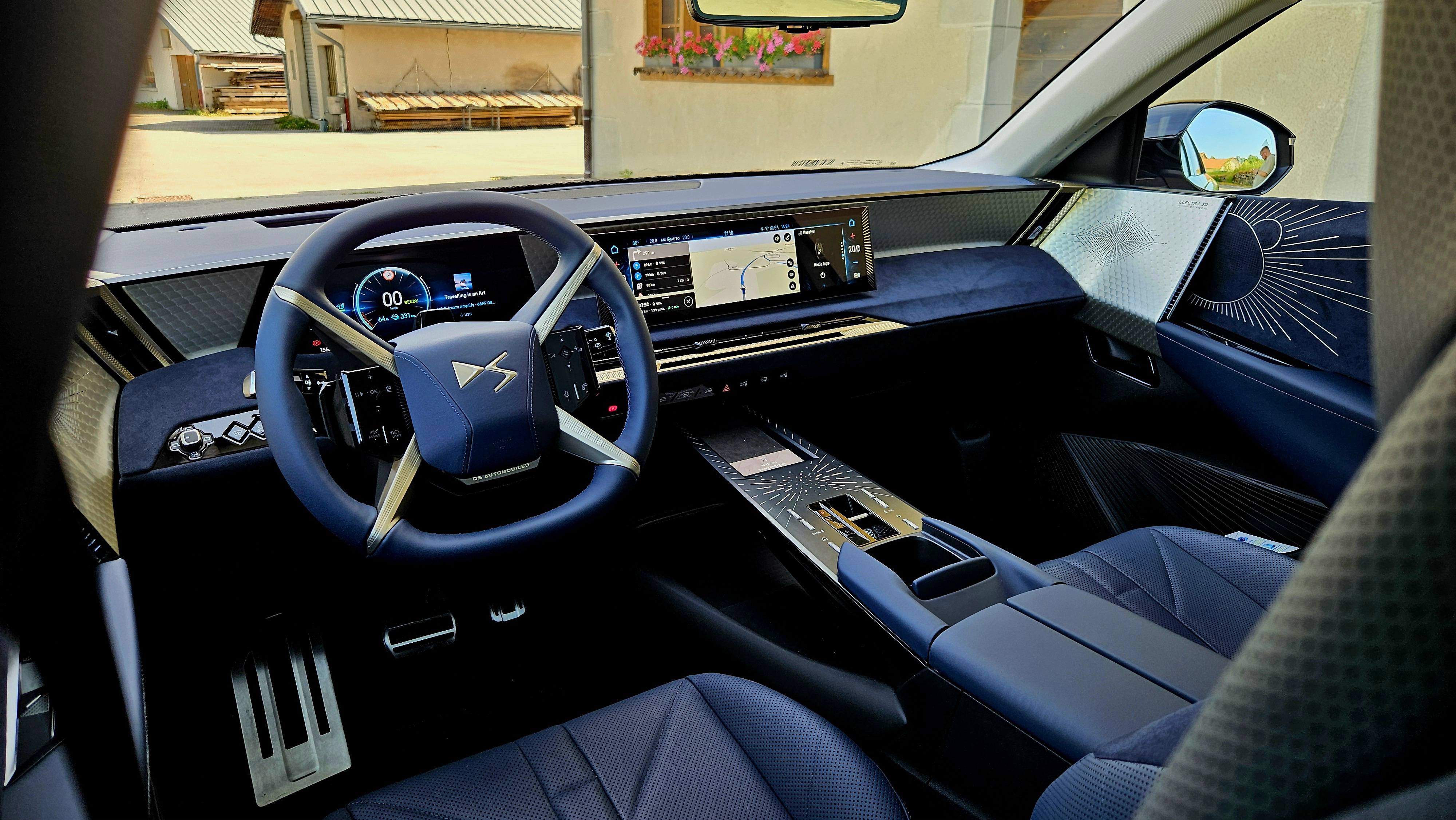
DS N°8 - wnętrze

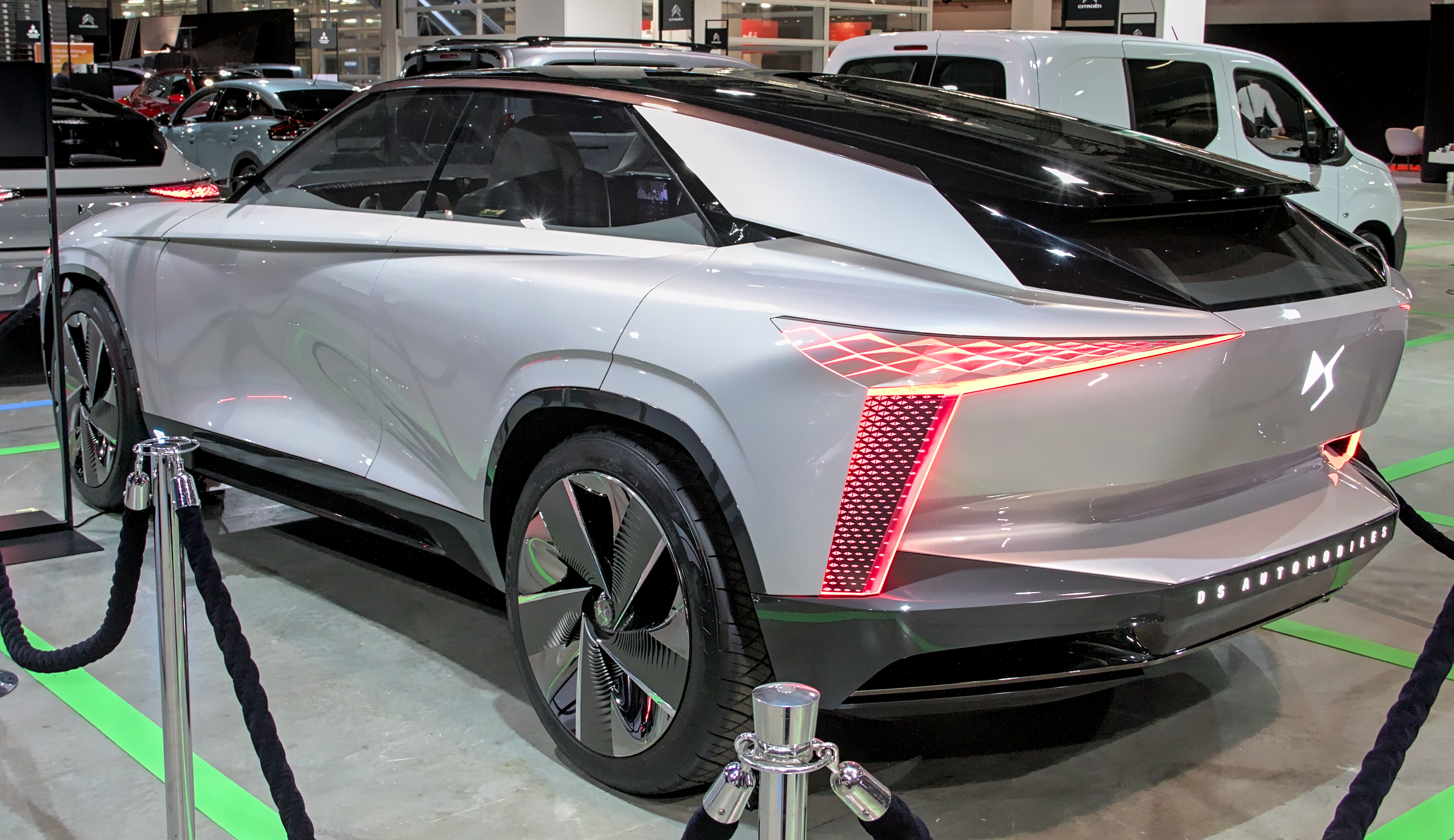
Koncept DS Aero Sport Lounge - tył

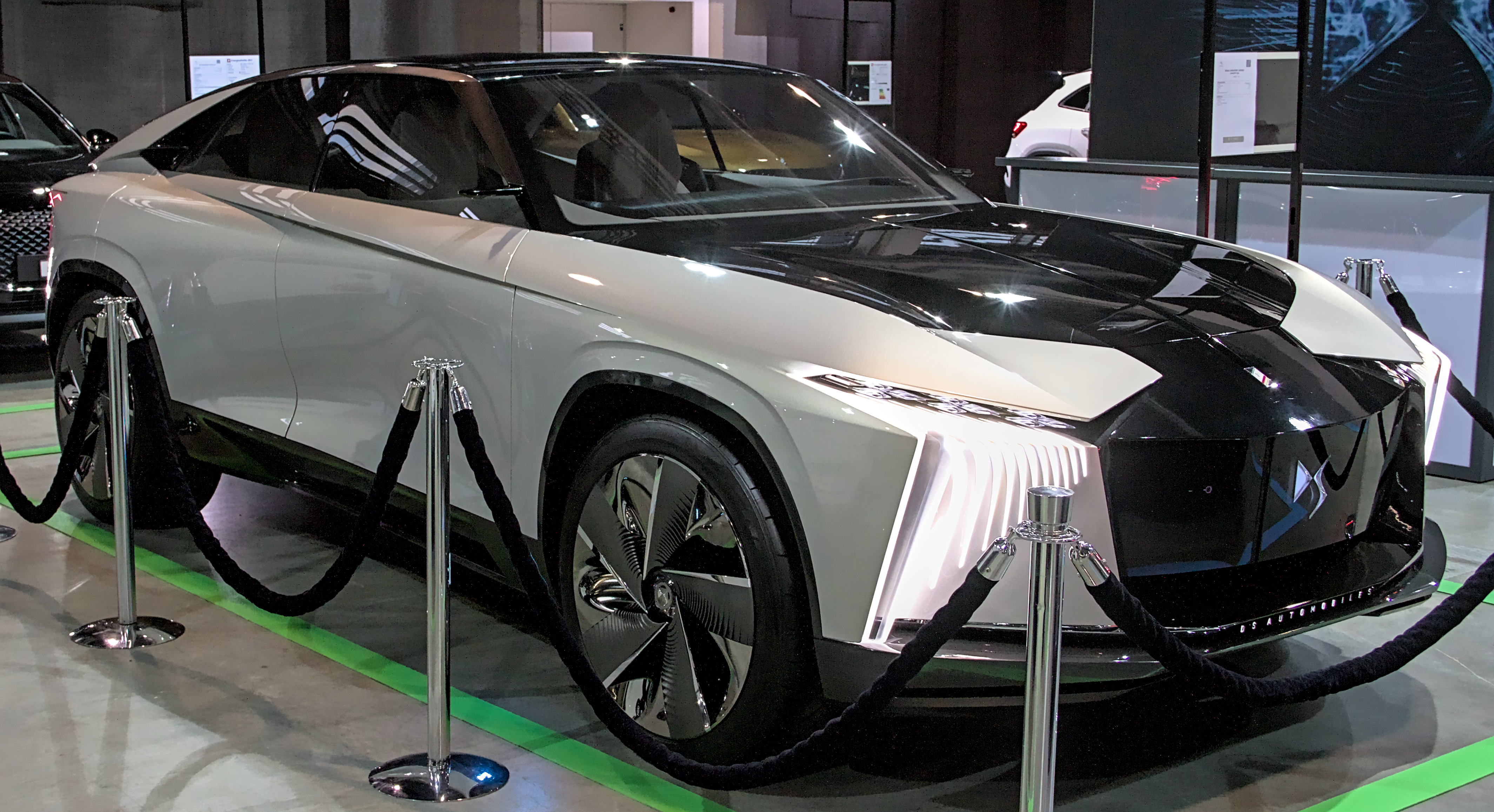
Koncept DS Aero Sport Lounge na targach Auto Zurich 2021

DS N°8 to nowy flagowy model marki DS Automobiles, który został zaprezentowany jako następca modelu DS 9. Powstał na nowej platformie STLA i ma być uosobieniem francuskiej sztuki, Model N°8 nawiązuje do kultowego Citroëna DS z 1955 roku, który był prekursorem marki DS Automobiles. 
DS N°8 to nowy flagowy model marki DS Automobiles, który zadebiutował w maju 2025 roku, oferując trzy w pełni elektryczne układy napędowe o mocy 230 KM, 245 KM i 350 KM (z napędem na cztery koła). Samochód wyróżnia się zasięgiem do 900~ km (WLTP) i funkcją jazdy "One-Pedal". Wnętrze oferuje wentylowane fotele Nappa, zaawansowany system multimedialny z 16-calowym ekranem i system audio Focal Electra 3D z 16 głośnikami. 
Wersja PRÉSIDENTIELLE DS N°8, dedykowana dla prezydenta Francji, charakteryzuje się luksusowym wyposażeniem i unikalnymi cechami. Wyróżniają ją trójkolorowe emblematy na masce i bagażniku, nawiązujące do barw narodowych Francji, oraz specjalna sygnalizacja świetlna. Wnętrze zdobią fotele wykończone Alcantarą® i skórą Nappa, z charakterystycznym wzorem inspirowanym paskiem zegarka, w kolorze Dream Blue. Oprócz tego, Presidential DS N°8 posiada otwierany dach, ręcznie zdobione wnętrze z intarsjami ze słomy, a także systemy nawigacji, bezprzewodowe Android Auto/Apple CarPlay i adaptacyjne zawieszenie.

## Wyposażenie
- PALLAS
- ÉTOILE
- JULES VERNE
- PRÉSIDENTIELLE - wersja specjalna dla prezydenta Francji[4]

Wyposażenie podstawowe (PALLAS) w DS N°8 obejmuje m.in. system ADML PROXIMITY (Keyless Entry & Start), bezprzewodową ładowarkę do smartfona, system DS IRIS z Connected Navigation 3D i bezprzewodowym Apple CarPlay oraz Android Auto, a także pikselowe reflektory DS Pixel Vision. Dodatkowo, model ten oferuje zaawansowane systemy wspomagające bezpieczeństwo, takie jak aktywny system hamowania awaryjnego, asystent utrzymania pasa ruchu, czy system monitorowania zmęczenia kierowcy.

## Silniki
| Silnik elektryczne | Moc maksymalna [KM] ( [kW] ) | Przyśpieszenie 0-100 km/h (s) | Prędkość maksymalna km/h | Zużycie energii (kWh/100 km) | Maksymalny zasięg WLTP |
| FWD 230            | 230(169)                     | 7.7                           | 190                      | 15,5 kWh                     | 550                    |
| FWD LONG RANGE 245 | 245(180)                     | 7.8                           | 190                      | 15,9 kWh                     | 750                    |
| AWD LONG RANGE 350 | 350(257)                     | 5.4                           | 190                      | 16,6 kWh                     | 688                    |